# Kuxa Kanema: o nascimento do cinema
Kuxa Kanema: o nascimento do cinema és un documental de Moçambic de 2003 dirigit per Margarida Cardoso de l' Instituto Nacional de Cine, (INC), creat pel president Samora Machel el 1975 després de la independència de Moçambic.
En el moment de la independència, Moçambic mancava d'una xarxa nacional de televisió, de manera que un programa noticiari era l'única manera d'arribar a la població a través dels mitjans de comunicació visual. El primer acte cultural del govern del President Machel va ser l'establiment del programa noticiari setmanal Kuxa Kanema. Els noticiaris es mostren en les relativament escasses sales de cinema de Moçambic en format de 35 mm. A les zones rurals, les unitats mòbils proporcionats per la Unió Soviètica oferien els noticiaris en format de 16 mm. El govern de Machel, però, no va finançar ni fomentar la creació d'una indústria cinematogràfica dissenyada estrictament com a valor d'entreteniment.
La pel·lícula també detalla la lluita per fer funcionar l'INC: Moçambic no tenia indústria de cinema ni escoles de cinema (s'hi van traslladar instructors brasilers i cubans per oferir formació educativa). Els noticiaris resultants es van rodar en negre-en-blanc perquè la pel·lícula en color era massa cara.
La mort de Machel en un accident aeri el 1986, juntament amb atacs guerrillers llançats pels governs de l'apartheid de Sud-àfrica i Rhodèsia que van desestabilitzar Moçambic fins al punt de la guerra civil, va ajudar a matar aquest programa. Molts dels cinemes de les ciutats van ser danyats en la guerra civil, mentre que les presentacions rurals de Kuxa Kanema van ser cancel·lades a causa de la falta de pas segur pels camins rurals. Cap al final del conflicte, la televisió nacional s'havia establert i no s'havia fet cap crida per una presentació de noticiaris teatral.
Kuxa Kanema: o nascimento do cinema ofereix fragments del material que s'ha vist poques vegades en les pel·lícules de l'INC. També es veu en l'oferta del cineasta francès Jean-Luc Godard per crear una xarxa nacional de televisió independent.
Kuxa Kanema: o nascimento do cinema s'ha exhibit en festivals de cinema i ha estat llançada en DVD.